# 刺客聯盟 (電影)
是一部2008年美國和德國合拍的動作驚悚片，由提默·貝克曼比托夫執導，劇本為麥可·勃蘭特、德瑞克·哈斯與克里斯·摩根共同負責。電影改編自馬克·米勒和J·G·瓊斯共同創作的同名短篇漫畫（2003年至2005年）。由詹姆斯·麥艾維、摩根·費里曼和安潔莉娜·裘莉主演。
拍攝開始於2007年4月在匈牙利的首都布達佩斯，而故事主要設定於芝加哥。《刺客聯盟》於2008年6月27日在美國上映，臺灣定於2008年7月23日上映。電影贏得了好評，並在全球獲得3.41億美元的票房佳績。電影上映前就傳出製作續集的計劃，但至今仍處於停滯狀態。

## 劇情
在芝加哥，24歲的衛斯理（詹姆斯·麥艾維飾）生活平凡，終日游手好閒，在公司工作時常被老闆責罵，女朋友又對他視若無睹，還和他的同事有一腿。因此衛斯理總是沉浸在無比的無奈與痛苦之中，生活對他來說沒有任何意義。在一次偶然的機會中，一個叫「火狐」（安潔莉娜·裘莉飾）的刺客將他自一場混亂的槍戰中救出。火狐告訴衛斯理，與他關係一向淡薄的冷酷父親並不是多年前過世的，而是在前一天出任務時不幸遭到殺害的。火狐還表示，衛斯理的父親是一個刺客，隸屬於一個神秘的刺客組織——「刺客聯盟會」，這個有百年歷史的組織專門訓練擁有異能的刺客，組織成員必須誓死服從聯盟鐵律，以「刺殺一人，拯救千人」為座右銘。火狐之所以會找上衛斯理，是因為衛斯理身上也流著刺客的血，因此組織想全力訓練衛斯理，希望喚醒他體內潛伏的才能，讓他可以為父親復仇。
組織領袖名叫史隆（摩根·費里曼飾），他的工作是從一個叫「命運紡織機」的機器所織出來的織物中辨識出人名，依此命令成員進行刺殺行動。史隆告訴衛斯理，組織中有些人搞分裂主義，其中最強的傢伙克洛斯（湯瑪斯·柯瑞奇曼飾）殺了衛斯理的父親。經過組織眾多出色高手的教導，衛斯理很快就成為頂尖刺客，開始享受他從沒想過會擁有的力量。同時衛斯理也發覺這個組織的存活是依靠一套古老而又牢不可破的法規，他們順應天命，執行死亡指令。
在一次跟克洛斯意外的交鋒中，衛斯理不慎錯殺無辜，為此他決定展開復仇行動。衛斯理依據線索找到了子彈的製作人佩克瓦斯基（泰倫斯·史丹普飾），並脅迫對方安排了他與克洛斯的會面。會面當天，衛斯理一路追殺克洛斯，但克洛斯卻總是不正面迎擊，甚至到了最後的緊要關頭還出手救了衛斯理一把，不過衛斯理最後還是給了對方一槍，沒想到克洛斯臨死前告訴衛斯理，自己是衛斯理真正的父親，而史隆欺騙了所有人。之後佩克瓦斯基帶衛斯理去他父親的公寓，並解釋說，克洛斯發現「命運紡織機」早已出現了史隆的名字，只是史隆為了一己之私隱藏這一切。而衛斯理還發現父親的秘密實驗室，因此他習得了用老鼠載運炸彈的方法。
衛斯理為了替父親報仇，便利用父親所留下來的祕招——「老鼠炸彈」大鬧組織總部，一路過關斬將來到了史隆的辦公室，組織裡的幾名頂級刺客見狀，立刻上前包圍。衛斯理當眾說出事情的真相，但史隆卻表示在場刺客的名字都在「命運紡織機」出現過，也就是說在場的每個人都是必須殺死的目標。史隆最後撂下一句話：「如果要照著規則走的人就自己舉槍自盡」，就揚長而去，留下在場所有面面相覷、不知所措的刺客。當有人打算無視「命運紡織機」預言跟隨史隆時，火狐突然開槍。在火狐的巧施妙計之下，子彈的彈道彎成一環，射穿火狐和在場所有刺客的腦袋，忠實履行「命運紡織機」的指示。而衛斯理則趁現場混亂之時追了出去，但當他跑出組織門口時，史隆早已不知去向。
僥倖逃脫的史隆依然不放棄置衛斯理於死地的念頭，當他好不容易發現衛斯理的行蹤時，卻發現自己掉進了衛斯理設下的陷阱，被衛斯理從萬里之外給一槍爆頭，當場斃命，「刺客聯盟會」至此宣告瓦解。

## 演員
| 演員                                   | 角色                                            | 備註                                                                                     |
| 詹姆斯·麥艾維 James McAvoy             | 衛斯理·吉柏森 Wesley Gibson                     | 小公司的員工，24歲。個性消極，後來得知自己將繼承父親成為刺客。擁有超乎常人的反應和視力。 |
| 摩根·費里曼 Morgan Freeman             | 史隆 Sloan                                      | 刺客聯盟會的領導者，以及衛斯理已故的父親的合作夥伴。                                     |
| 安潔莉娜·裘莉 Angelina Jolie           | 火狐 Fox                                        | 刺客聯盟會的成員之一，擁有多方面的刺客技能，衛斯理的輔導者。                             |
| 湯瑪斯·柯瑞奇曼 Thomas Kretschmann     | 克洛斯 Cross                                    | 前刺客聯盟會的成員，接連殺害聯盟的成員，衛斯理真正的父親。                               |
| 凡夫俗子 Common                        | 厄爾·斯佩爾曼／槍神 Earl Spellman／The Gunsmith | 刺客聯盟會的成員之一，槍械專家，訓練衛斯理的槍法。                                       |
| 康斯坦汀·卡班斯基 Konstantin Khabensky | 終結者 The Exterminator                         | 刺客聯盟會的成員之一，炸藥專家，常利用老鼠來引爆。衛斯理在聯盟中少數的朋友。             |
| 馬克·華倫 Marc Warren                  | 修理工 The Repairman                            | 刺客聯盟會的成員之一，擅長肉搏戰，訓練衛斯理的身體耐力。                                 |
| 達托·巴赫塔澤 Dato Bakhtadze           | 屠夫 The Butcher                                | 刺客聯盟會的成員之一，刀刃專家，訓練衛斯理的刀法。                                       |
| 泰倫斯·史丹普 Terence Stamp            | 佩克瓦斯基 Pekwarsky                            | 克洛斯的同夥，能夠打造不可追蹤和建立特殊彈道的子彈。                                     |
| 大衛·奧哈拉 David O'Hara               | X先生 Mr. X                                     | 刺客聯盟會的成員之一，擁有超乎常人的反應和視力，被認為是衛斯理的父親。遭克洛斯殺害。     |
| 克里斯·普瑞特 Chris Pratt              | 貝瑞 Barry                                      | 衛斯理的同事和最好的朋友，與凱西有染。                                                   |
| 克莉絲汀·海格 Kristen Hager            | 凱西 Cathy                                      | 衛斯理的女友，時常與他爭吵，並與貝瑞有染。                                               |

## 票房
《通缉令》開映首週北美和加拿大地區，上映3178家戲院中共賺進5090萬美元，排行當週票房第二，估計平均每家戲院賣座1萬6100美元，分析預測首週票房約在30至35百萬美元上下。《通缉令》是安潔莉娜·裘莉歷年出演的動作片中，首週票房最高的一部，至今北美已經開出超過1億24百萬美元的佳績，且全球票房達到3億4千萬美元。

## 評價
影評家給予《通缉令》普遍正面的評價，根據2008年6月27日的電影評論網站爛番茄，163篇評論中有72%的影評家給予正面的評價，大致認同稱讚本片為「觀眾量身打造節奏緊湊，熱血噴張暑期娛樂佳片」。Metacritic網站30篇的影評中，平均分數100分得到64分。

## 榮譽
《通缉令》在第81屆奧斯卡金像獎獲得最佳音效和最佳音效剪輯的提名。

## 外部連結
- 官方網站
- 台灣官方網站
- 互联网电影数据库（IMDb）上《刺客聯盟》的资料（英文）
- 爛番茄上《刺客聯盟》的資料（英文）
- Metacritic上《刺客聯盟》的資料（英文）
- Box Office Mojo上《刺客聯盟》的資料（英文）
- AllMovie上《刺客聯盟》的资料（英文）
- Wanted Fan Immersion Game （页面存档备份，存于）